# Daredevils de Butte
Les Daredevils de Butte (en anglais : Butte Daredevils) étaient une franchise américaine de basket-ball de la Continental Basketball Association située à Butte.

## Historique
L'équipe a été créée lors de l'expansion de la CBA en 2006.  Elle est dénommée ainsi en l'honneur du natif de Butte, Evel Knievel, un Daredevil.

## Palmarès
néant